# غذای طبیعی

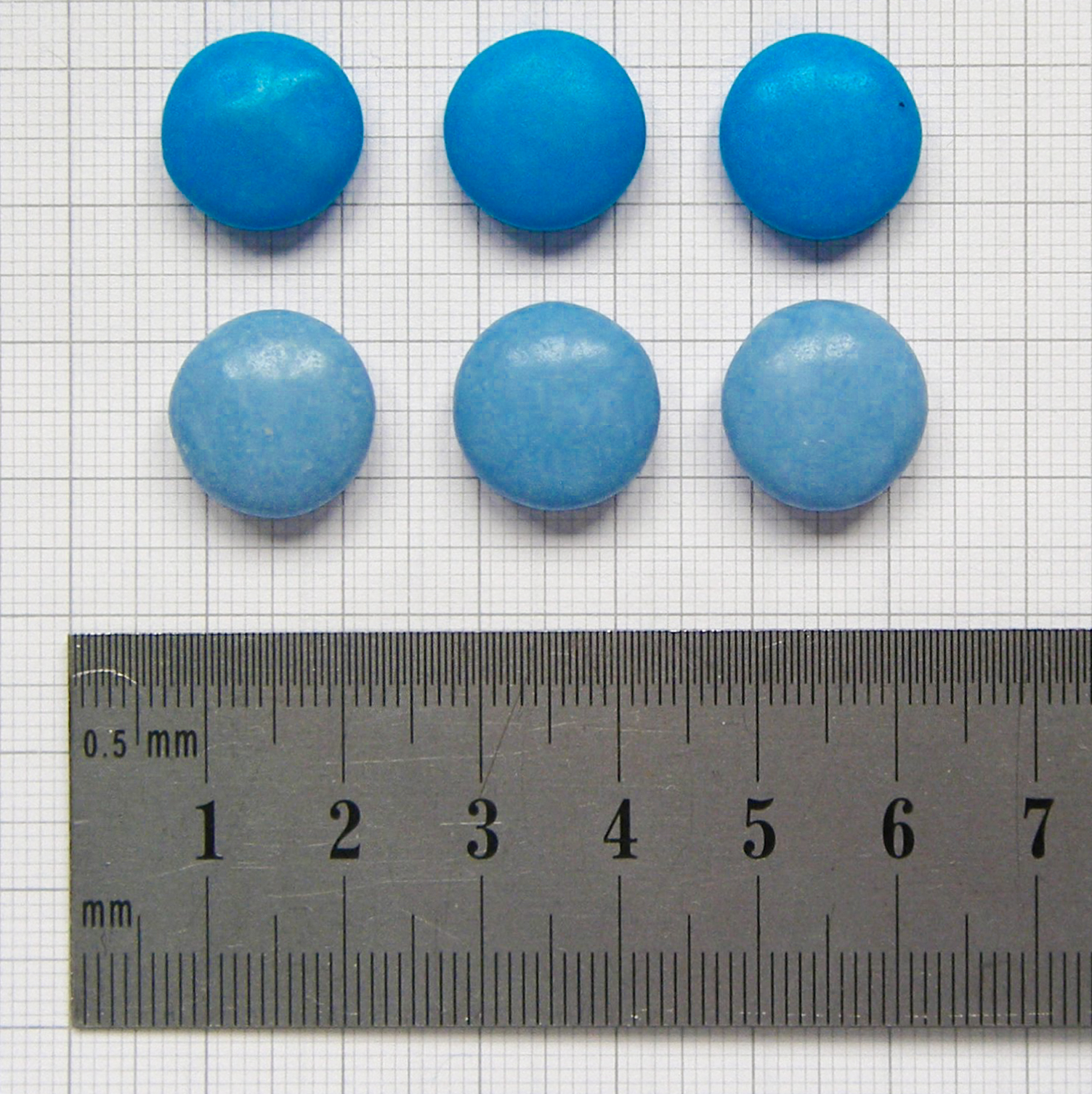
اسمارتیزهای آبی بریتانیا، قدیمی (بالا) و جدید (پایین). اسمارتیزهای آبی توسط نستله در بریتانیا در فوریه ۲۰۰۸ با استفاده از رنگ آبی «طبیعی» مشتق شده از سیانوباکتر اسپیرولینا به جای رنگ آبی مصنوعی دوباره معرفی شدند.

غذای طبیعی (به انگلیسی: Natural food) و غذای کاملاً طبیعی اصطلاح‌هایی در برچسب‌گذاری و بازاریابی مواد غذایی با چندین تعریف هستند که اغلب به غذاهایی اشاره می‌کنند که توسط فرآوری تولید نمی‌شوند. در برخی از کشورها مانند انگلستان، اصطلاح «طبیعی» تعریف و تنظیم شده‌است. در کشورهای دیگر، مانند ایالات متحده، اصطلاح طبیعی برای برچسب‌های مواد غذایی اعمال نمی‌شود، اگرچه مقررات وزارت کشاورزی ایالات متحده دربارهٔ برچسب‌گذاری ارگانیک وجود دارد.
این اصطلاح برای توصیف غذاهایی است که دارای ترکیب‌های ذاتی یک غذای فرآوری نشده هستند.

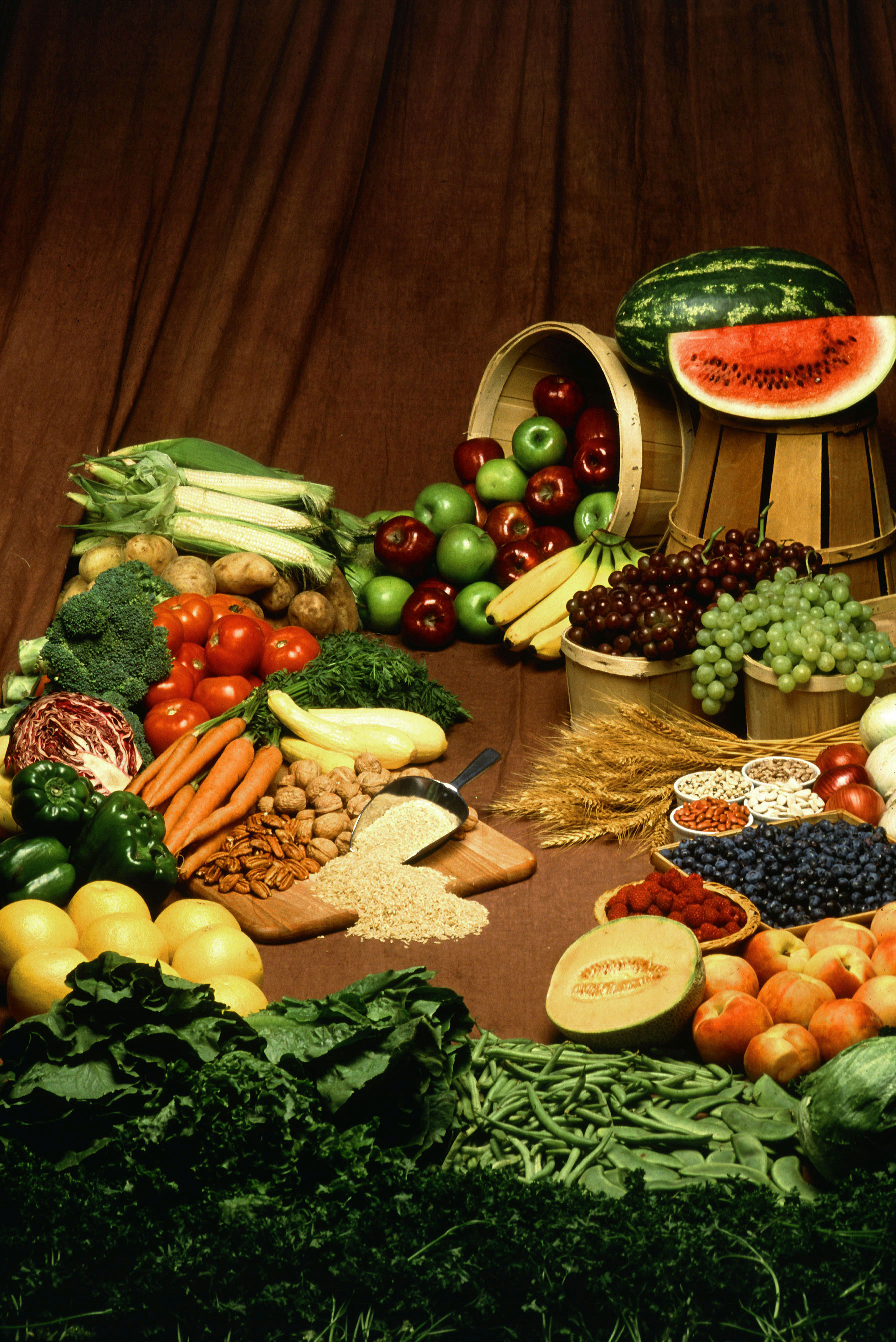
اصطلاح «طبیعی» برای بسیاری از غذاها به کار می‌رود، اما معنای ثابتی ندارد.